# Santo Antônio do Rio Abaixo
Santo Antônio do Rio Abaixo là một đô thị thuộc bang Minas Gerais, Brasil. Đô thị này có diện tích 107,5 km², dân số năm 2007 là 1753 người, mật độ 15,1 người/km².